# Coteaux calcaires de Proissans, Sainte-Nathalène et Saint-Vincent-le-Paluel
Coteaux calcaires de Proissans, Sainte-Nathalène et Saint-Vincent-le-Paluel este o arie protejată (sit de importanță comunitară — SCI) din Franța întinsă pe o suprafață de 428 ha, integral pe uscat.

## Localizare
Centrul sitului Coteaux calcaires de Proissans, Sainte-Nathalène et Saint-Vincent-le-Paluel este situat la coordonatele 44°53′27″N 1°16′51″E / 44.89091°N 1.28088°E.

## Înființare
Situl Coteaux calcaires de Proissans, Sainte-Nathalène et Saint-Vincent-le-Paluel a fost declarat arie specială de conservare în baza directivei 92/43 din 1992 referitoare la conservarea habitatelor naturale și a faunei și florei sălbatice pentru a proteja 1 specie de animale.

## Biodiversitate
Situată în ecoregiunea atlantică, aria protejată conține 6 habitate naturale: Pajiști uscate seminaturale și facies de acoperire cu tufișuri pe substraturi calcaroase (Festuco-Brometalia) (* situri importante pentru orhidee), Formațiuni stabile xerotermofile de Buxus sempervirens pe pante stâncoase (Berberidion p.p.), Pante stâncoase calcaroase cu vegetație casmofită, Grohotișuri termofile și vest-mediteraneene, Păduri de Quercus ilex și Quercus rotundifolia, Formațiuni de Juniperus communis pe lande sau pajiști calcaroase.
La baza desemnării sitului se află o specie protejată de  nevertebrate: Euplagia quadripunctaria.
Pe lângă speciile protejate, pe teritoriul sitului au mai fost identificate 2 specii de plante, 1 specie de păsări, 1 specie de nevertebrate, 1 specie de reptile.